# 인시리주

인시리주

인시리주(아랍어: ولاية إينشيري, 프랑스어: Inchiri)는 모리타니 서부에 위치한 주로, 주도는 악주즈트이며 면적은 46,800km2, 인구는 11,322명(2000년 기준)이다. 동쪽으로는 아드라르주, 남쪽으로는 트라르자주, 북쪽과 서쪽으로는 다클레트누아디부주와 인접해 있으며 남서쪽으로는 대서양과 맞닿아 있다.